# Hütting (Ruhstorf an der Rott)
Hütting ist ein Gemeindeteil des Marktes Ruhstorf an der Rott im niederbayerischen Landkreis Passau. Bis 1972 bildete es eine selbstständige Gemeinde.

## Lage
Hütting liegt im Rottal etwa vier Kilometer nordwestlich von Ruhstorf.

## Geschichte
Hütting bildete eine Obmannschaft, die 1752 zwölf Orte umfasste. Gerichtlich unterstand Hütting dem Amt vorm Wald des Landgerichtes Griesbach, Teile gehörten zu den Hofmarken Kleeberg, Pillham und Ruhstorf sowie zum Kloster St. Nikola.
1811 wurde aus der Obmannschaft Hütting und Teilen der Obmannschaften Höhenstadt, Engertsham und Berg der Steuerdistrikt Hütting gebildet, mit dem sich die daraus formierte Gemeinde Hütting deckte. Sie umfasste die Orte Barhof, Buchet, Eden, Grund, Hader, Hausmanning, Hindlau, Hütting, Neudöbl, Niederhofen, Niederreith, Oberreith, Reiserfeld, Reschau, Rosenberg, Sicking, Stockland und Vorreith. Die Gemeinde gehörte zum Landkreis Griesbach im Rottal und wurde im Zuge der Gebietsreform in Bayern am 1. Januar 1972 in die Großgemeinde Ruhstorf a. d. Rott eingegliedert.

## Vereine
- Krieger-Soldaten-Reservistenkameradschaft Hader/Hütting
- Bürgerschaft Hütting
- VdK-Ortsverband Hütting
- Freiwillige Feuerwehr Hütting